# Marie-Antoine Carême
Pour les articles homonymes, voir Carême (homonymie).
Marie-Antoine Carême dit Antonin Carême est un pâtissier et un chef français né le 8 juin 1783 à Paris où il meurt le 12 janvier 1833.
Surnommé « le roi des chefs et le chef des rois », il est le premier à porter cette appellation de « chef ». Praticien précoce et représentant éminent du concept français de la haute gastronomie, il est considéré comme le fondateur de ce style grandiose, recherché à la fois par les cours royales et les nouveaux riches de Paris. Il est l'un des premiers cuisiniers à avoir acquis une renommée internationale.
Il illustre et grave certains de ses ouvrages.

## Biographie
Né à Paris, Carême prétend avoir été abandonné à huit ans, vers 1792, par des parents démunis ayant déjà la charge de quatorze enfants : son père tâcheron, considérant que son garçon astucieux était le seul de la famille à avoir une chance de s'élever socialement, l'aurait laissé à une des barrières de Paris avec un baluchon et quelques pièces. Après quelques jours d'errance, il aurait trouvé un foyer chez un cabaretier : il travaille alors dans ce restaurant bon marché parisien comme garçon de cuisine, en échange de la chambre et de la pension. Les travaux de l'historienne Marie-Pierre Rey montrent toutefois que ce récit, tiré des Souvenirs inédits du cuisinier, ne correspond pas à la réalité, car Carême a visiblement été placé en apprentissage par son père, avec lequel il a gardé le contact par la suite.
Ses aptitudes sont rapidement remarquées et il entre à treize ans comme apprenti chez le célèbre pâtissier Sylvain Bailly, rue Vivienne, près du Palais-Royal. Le soir, il transcrit tous les tours de main dans ses notes.
À 17 ans, il y est promu « premier tourier », sous les ordres de son maître Jean Avice, pâtissier à l'hôtel de Galliffet, où est installé le ministère des Relations extérieures de Talleyrand. Reconnaissant son talent, Bailly facilite ses sorties pour lui permettre d'aller dessiner au Cabinet des estampes et étudier les traités d'architecture (notamment des jardins) à la Bibliothèque impériale, préparant son indépendance en stipulant qu'il sera libre de le quitter dès qu'une meilleure offre se présentera. Carême ouvre sa première boutique, la Pâtisserie de la rue de la Paix, qu'il conserve jusqu'en 1813.
Il devient célèbre à Paris pour ses pièces montées, des constructions élaborées utilisées comme centres de table, que Bailly expose dans la vitrine de sa pâtisserie. Carême réalise ces friandises, qui atteignent parfois plusieurs pieds de hauteur, entièrement en sucre, pâte d'amande et pâtisserie, notamment en pastillage. Il leur donne des formes inspirées des temples, des pyramides et des ruines antiques en prenant ses idées dans les livres d'histoire de l'architecture, qu'il a étudiée à la Bibliothèque nationale grâce à l'attitude éclairée de son premier employeur Bailly. Considérant l'art culinaire comme une branche de l'architecture, il dessine lui-même ses pâtisseries avec beaucoup de goût et d'après des modèles qu'il emprunte à Vignole ou Palladio. Passionné par son art, il se voit confier la confection des pièces montées destinées à la table du Premier consul et, plus tard, à celle de Talleyrand. Il invente des pièces faites de gros nougats et de grosses et croquantes meringues à base d'amandes et de miel.
À force d'étude et de travail, il donne à l'art culinaire une grande renommée dans toutes les cours d'Europe. Tout en travaillant sur ses friandises dans de nombreuses cuisines privées de la haute société parisienne, il étend rapidement ses talents culinaires aux plats principaux présentés lors du service à la française.
Napoléon était célèbre pour son indifférence à la nourriture. Il avait cependant bien compris l'importance des relations sociales dans le monde de la diplomatie. En 1803, il finance pour Talleyrand l'achat du château de Valençay, un grand domaine en dehors de Paris. Le château est destiné à devenir un lieu de rendez-vous diplomatiques. Quand Talleyrand emménage à Valençay, il prend Carême avec lui et propose un défi au cuisinier : créer une année entière de menus, sans répétition et en utilisant uniquement des produits de saison. Carême passe le test et complète sa formation dans les cuisines de Talleyrand.
En 1808, il épouse Henriette Sophie Mahy de Chitenay, fille d'un officier de marine et nièce de Thomas de Mahy de Favras. Ils se séparent dès 1812. Il vit dès lors avec Agathe Guicharday dont il aura une fille, Marie-Agathe qu'il reconnaîtra et à qui il donnera une bonne éducation.
En 1814, après la chute de Napoléon, Carême se rend à Londres au service du prince régent, futur George IV, pour lequel il réalise des dîners en ambigu – repas où tous les plats sont servis simultanément – restés célèbres.
De retour sur le continent, il accepte l'invitation du tsar Alexandre Ier de venir à Saint-Pétersbourg où son séjour est tellement bref qu'il n'a jamais l'occasion de préparer un repas pour l'empereur de Russie. Il travaille également pour l'empereur d'Autriche, François Ier, ou la princesse Catherine Bagration (ru).

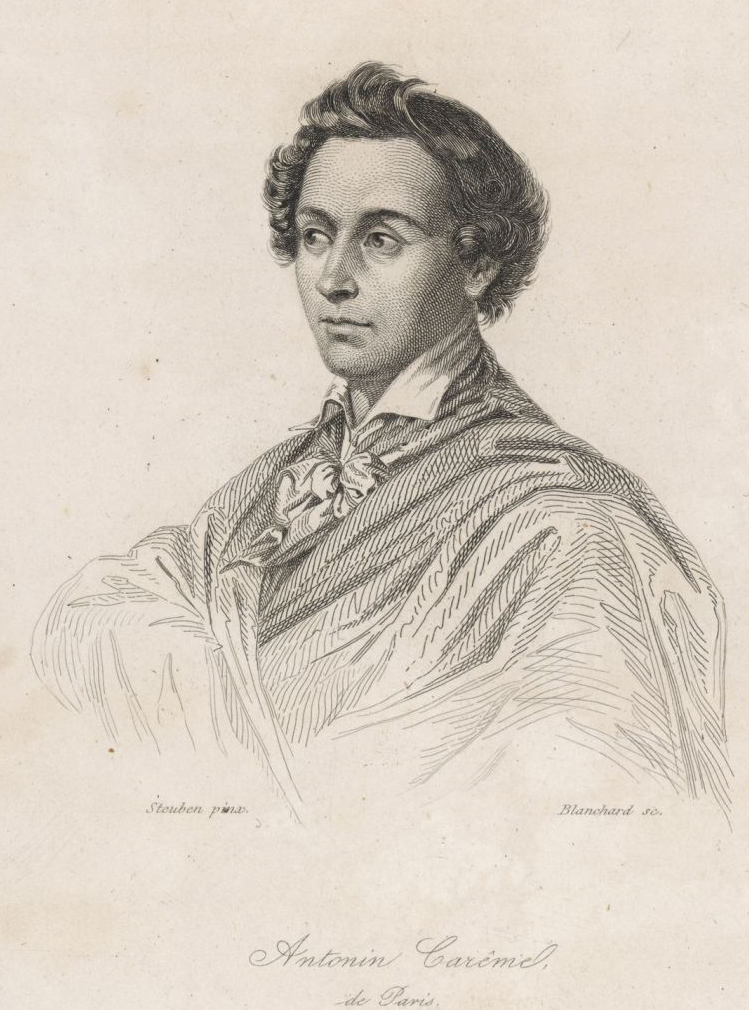
Portrait de Marie-Antoine Carême.

Il retourne à Paris où il devient en 1826 le chef du banquier James de Rothschild, pour lequel il compose pendant plus de quatre ans des menus exceptionnels pour ses soirées mondaines.
En 1828, il publie Le Cuisinier parisien ou l'art de la cuisine française au XIXe siècle. En introduction, Il rend un grand hommage au chef Laguipière qui, ayant suivi l'Empereur, en 1812 en Russie, meurt durant la terrible retraite d'hiver. Carême à la fin de sa vie invoque le nom de son ancien maître : « Lève toi, ombre illustre de Laguipière ! Entends la voix de l'homme qui fut ton admirateur et ton élève. »
Il meurt à l'âge de 49 ans, le 12 janvier 1833 à Paris, rue Neuve-Saint-Roch et est enterré au cimetière de Montmartre (division 20). Cuisinant au charbon de bois, il a inhalé durant des années de grandes quantités de fumées toxiques, ce qui a été évoqué comme une cause possible de sa mort. Une autre hypothèse évoque de possibles complications d'infections dentaires (sinusites maxillaires). C'est ce qui résulte de l'examen de son crâne, conservé au Muséum national d'histoire naturelle, et qui montre un état dentaire dégradé. L'article paru dans le British Dental Journal en août 2013 rappelle les études ayant démontré que la carie est une maladie professionnelle des personnes manipulant le sucre.

## Idées culinaires
Marie-Antoine Carême, influencé par les idées de Catherine de Médicis, décida de revenir aux vraies valeurs de la gastronomie : à l'inverse de la cuisine souvent lourde et épicée, il instaura notamment un nouveau modèle de sauces, plus légères et plus subtiles. De plus, dans ses traités sont reproduites les gravures des buffets et des plats qu’il confectionnait. À ses côtés, son disciple Jules Gouffé fut le premier cuisinier à éditer le livre de cuisine comme nous le connaissons aujourd’hui, incluant les quantités précises des ingrédients ainsi que les temps et les températures de cuisson.

## Influence
Loin de se comporter en simple employeur, Talleyrand encouragea chaudement Carême dans la création d'un nouveau style de restauration, plus raffiné, avec l'utilisation d'herbes et de légumes frais ainsi que de sauces simplifiées faites avec peu d'ingrédients. La table de Talleyrand devint internationalement célèbre lors du congrès de Vienne. Le congrès dessina non seulement une nouvelle carte de l'Europe, mais esquissa aussi un changement dans les goûts culinaires des classes dirigeantes.
L'influence de Carême sur le monde culinaire est à la fois pratique et théorique. On lui doit la création de la toque, en 1821, lors de son séjour à Vienne au service de lord Charles Stewart . Outre l'élaboration de nouvelles sauces, il publia une classification de toutes les sauces en quatre groupes de base : la sauce allemande, la sauce béchamel, la sauce espagnole et le velouté. Il serait également à l'origine du remplacement de la pratique du service à la française (service de tous les plats à la fois) par le service à la russe (qui sert chaque plat dans l'ordre imprimé sur le menu) après son retour de la cour de Russie, mais les avis divergent sur ce point.

## Dans les arts et la culture populaire

### Filmographie

#### Télévision
- 2025 : Carême de Martin Bourboulon, joué par Benjamin Voisin .

### Numismatique

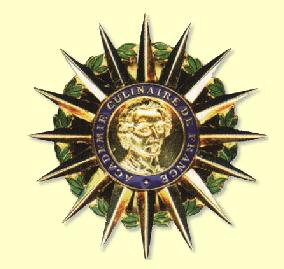
Médaille de l'Académie culinaire de France. Au centre, un portrait de Marie-Antoine Carême.

Le portrait d'Antonin Carême apparaît sur la médaille d'or de l'Académie culinaire de France.

## Œuvres
Carême a écrit plusieurs livres sur la cuisine, dont le plus connu est L'Art de la cuisine française au XIXe siècle, encyclopédie en 5 volumes (1833-1834), dont trois étaient terminés avant sa mort et qui comprenait, outre des centaines de recettes, des menus et des plans de table, une histoire de la cuisine française et des instructions pour l'organisation de cuisines.
- Le Pâtissier royal parisien, traité élémentaire et pratique orné de quarante et une planches par l'auteur, 1815.
- Le Pâtissier pittoresque, orné de 128 planches par l'auteur, 1815 (disponible sur Gallica).
- Le Maître d'hôtel français, parallèle de la cuisine ancienne et moderne considérée sous le rapport de l'ordonnance des menus à servir selon les quatre saisons, à Paris, à Saint-Pétersbourg, à Londres et à Vienne, 1822 (disponible sur Gallica).
- Le Cuisinier parisien, 1828.
- L'Art de la cuisine au XIXe siècle ou traité élémentaire des bouillons en gras et en maigre, des essences, fumets, des potages français et étrangers, grosses pièces de poisson, des grandes et petites sauces, des ragoûts et des garnitures, grosses pièces de boucherie, de jambon, de volaille et de gibier, suivi des dissertations culinaires et gastronomiques utiles au progrès de cet art, achevé par Plumerey (1828 pour la première édition, et 1833 pour l'édition avec Plumerey).
- La Cuisine ordinaire, avec Beauvilliers, 1848.